# おわせ港まつり
おわせ港まつり（おわせみなとまつり）は、三重県尾鷲市で毎年8月の第一土曜日に開催される夏祭り・みなとまつりである。悪天の場合は翌日に延期される。

## 概要
2020年から2022年までの間は新型コロナウィルス感染症（COVID-19）の蔓延に伴い中止となったが、2022年には「おわせ市民花火〜がんばろらい〜尾鷲」が代わりに開催された。
2023年は4年ぶりの開催となったが、直前の雨と、火災の影響でフィナーレの大仕掛けを含む2つの演出を残して、中止となった。
2024年には尾鷲市制70周年を記念した、2002年に廃止された尾鷲節パレードが22年ぶりに復活した。また、2023年に中止になった二つの演出を打ち上げた。
主要イベントは、尾鷲湾に打ち上げられる花火大会である。約3000発もの花火が海岸から400mほどの距離で打ち上げられる。当日の午前中は、尾鷲イタダキ市や、海上保安庁の巡視船「すずか」の一般公開などが行われる。午後からは、尾鷲マルシェや特設ステージでダンスや、民謡の演奏などが行われる。

## アクセス
公共交通機関
- JR東海紀勢本線尾鷲駅（駅から徒歩約10分）[3]

車
- 名古屋方面からは紀勢自動車道「尾鷲北IC」から約5分
- 熊野・新宮方面からは熊野尾鷲道路「尾鷲南IC」から約5分